# Bissau
Bissau (în portugheză Bissao) este capitala și cel mai mare oraș al statului Guineea-Bissau. Este port la Oceanul Atlantic, situat pe estuarul râului Geba.

## Clima
| Date climatice pentru Bissau, Guinea-Bissau (1974-1994)    | Date climatice pentru Bissau, Guinea-Bissau (1974-1994) | Date climatice pentru Bissau, Guinea-Bissau (1974-1994) | Date climatice pentru Bissau, Guinea-Bissau (1974-1994) | Date climatice pentru Bissau, Guinea-Bissau (1974-1994) | Date climatice pentru Bissau, Guinea-Bissau (1974-1994) | Date climatice pentru Bissau, Guinea-Bissau (1974-1994) | Date climatice pentru Bissau, Guinea-Bissau (1974-1994) | Date climatice pentru Bissau, Guinea-Bissau (1974-1994) | Date climatice pentru Bissau, Guinea-Bissau (1974-1994) | Date climatice pentru Bissau, Guinea-Bissau (1974-1994) | Date climatice pentru Bissau, Guinea-Bissau (1974-1994) | Date climatice pentru Bissau, Guinea-Bissau (1974-1994) | Date climatice pentru Bissau, Guinea-Bissau (1974-1994) |
| Luna                                                       | Ian                                                     | Feb                                                     | Mar                                                     | Apr                                                     | Mai                                                     | Iun                                                     | Iul                                                     | Aug                                                     | Sep                                                     | Oct                                                     | Nov                                                     | Dec                                                     | Anual                                                   |
| ---------------------------------------------------------- | ------------------------------------------------------- | ------------------------------------------------------- | ------------------------------------------------------- | ------------------------------------------------------- | ------------------------------------------------------- | ------------------------------------------------------- | ------------------------------------------------------- | ------------------------------------------------------- | ------------------------------------------------------- | ------------------------------------------------------- | ------------------------------------------------------- | ------------------------------------------------------- | ------------------------------------------------------- |
| Maxima medie °C (°F)                                       | 31.1 (88)                                               | 32.8 (91)                                               | 33.9 (93)                                               | 33.3 (91,9)                                             | 32.8 (91)                                               | 31.1 (88)                                               | 29.4 (84,9)                                             | 30.0 (86)                                               | 30.0 (86)                                               | 31.1 (88)                                               | 31.7 (89,1)                                             | 30.6 (87,1)                                             | 31,5 (88,7)                                             |
| Minima medie °C (°F)                                       | 17.8 (64)                                               | 18.3 (64,9)                                             | 19.4 (66,9)                                             | 20.6 (69,1)                                             | 22.2 (72)                                               | 22.8 (73)                                               | 22.8 (73)                                               | 22.8 (73)                                               | 22.8 (73)                                               | 22.8 (73)                                               | 22.2 (72)                                               | 18.9 (66)                                               | 21,1 (70)                                               |
| Minima istorică °C (°F)                                    | 12.2 (54)                                               | 13.3 (55,9)                                             | 15.6 (60,1)                                             | 16.7 (62,1)                                             | 17.2 (63)                                               | 19.4 (66,9)                                             | 19.4 (66,9)                                             | 19.4 (66,9)                                             | 19.4 (66,9)                                             | 20.0 (68)                                               | 15.0 (59)                                               | 12.8 (55)                                               | 12,2 (54)                                               |
| Ploaie mm (inches)                                         | 0.5 (0.02)                                              | 0.8 (0.031)                                             | 0.5 (0.02)                                              | 0.8 (0.031)                                             | 17.3 (0.681)                                            | 174.8 (6.882)                                           | 472.5 (18.602)                                          | 682.5 (26.87)                                           | 434.9 (17.122)                                          | 194.8 (7.669)                                           | 41.4 (1.63)                                             | 2.0 (0.079)                                             | 2.022,8 (79,638)                                        |
| Ore însorite                                               | 248                                                     | 226                                                     | 279                                                     | 270                                                     | 248                                                     | 210                                                     | 186                                                     | 155                                                     | 180                                                     | 217                                                     | 240                                                     | 248                                                     | 2.707                                                   |
| Sursa nr. 1: Sistema de Clasificación Bioclimática Mundial |                                                         |                                                         |                                                         |                                                         |                                                         |                                                         |                                                         |                                                         |                                                         |                                                         |                                                         |                                                         |                                                         |
| Sursa nr. 2: World Climate Guides (sunshine only)          |                                                         |                                                         |                                                         |                                                         |                                                         |                                                         |                                                         |                                                         |                                                         |                                                         |                                                         |                                                         |                                                         |

## Personalități născute aici
- Umaro Sissoco Embaló (n. 1972), politician, președinte al Guineea-Bissau⁠(d).
- Danilo Pereira (n. 1991), fotbalist.

## Orașe înfrățite
- Águeda, Portugalia
- Dakar, Senegal
- Chongqing, China
- Lisabona, Portugalia[4][5]
- Taipei, Taiwan
- Luanda, Angola
- Praia, Capul Verde[6]
- Sintra, Portugalia
- Ankara, Turcia